# Innsbrucker Riesenrundgemälde

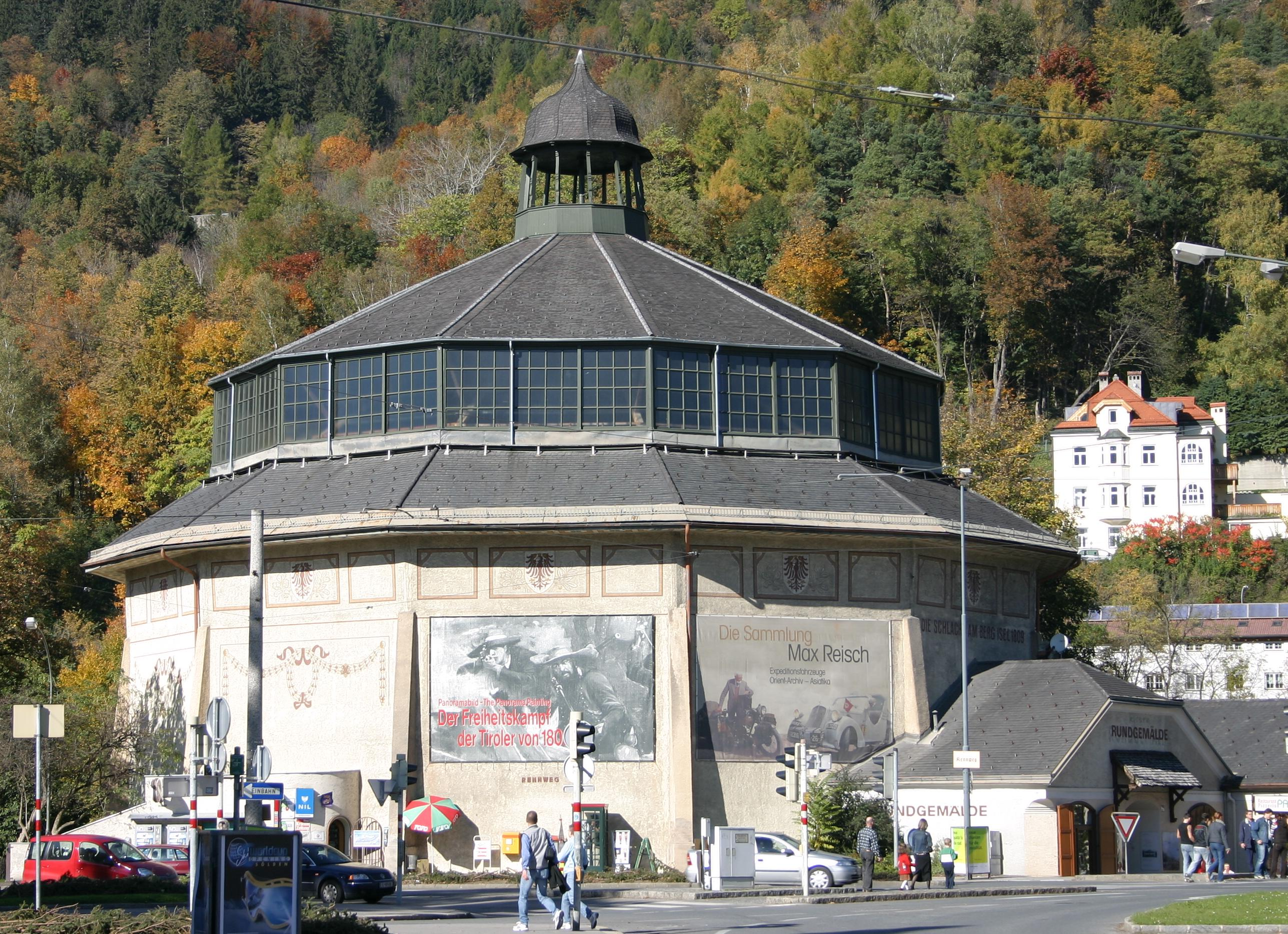
De Rotunde, onderkomen van het panoramaschilderij van 1906 tot 2010

Het Innsbrucker Riesenrundgemalde is een panoramisch schilderij in de Oostenrijkse stad Innsbruck over de Derde Slag op de Bergisel.
Het schilderij laat zien hoe Andreas Hofer en zijn troepen het leger van Napoleon Bonaparte verslaat.
Het is met olieverf op canvas geschilderd, 10,6 meter hoog, 94,9 meter lang en heeft een diameter van 30 meter. Het geschilderd oppervlak meet 996 m2 en het gewicht bedraagt 1.200 kilo.

## Geschiedenis van het schilderij
In 1896 gaf het Landesverband für Fremdenverkehr in Tirol de Münchener schilder Michael Zeno Diemer (1867-1939) de opdracht een panoramisch schilderij te maken over de Tiroler opstand in 1809. Na onderzoek gedaan te hebben naar de geschiedenis, het volk en de mensen, vervaardigde Diemer het schilderij in drie-en-een-halve maand. Het werd op 13 juni 1896 gepresenteerd aan de inwoners van Innsbruck.
Begin 1906 werd het schilderij in een kist verpakt en naar Londen verscheept, waar het een gouden medaille verwierf op de Wereldtentoonstelling van 1906. Ondertussen werd als speciaal onderkomen de Rotunde opgetrokken. Uit vrees voor een Italiaanse luchtaanval werd het schilderij in 1917 naar Wenen gebracht, waar het tot 1924 op de Kriegsausstellung (oorlogstentoonstelling) te zien was. Daarna werd het schilderij opgerold en op een speciaal gemaakte wagen naar Innsbruck teruggebracht.
Sinds 2011 is het schilderij te zien in het Tirol Panorama op de Bergisel.

## Gekleurde werkelijkheid
Het schilderij verbeeldt de Derde Slag op de Bergisel en laat het moment zien waarop de Tirolers onder leiding van Josef Speckbacher rond vijf uur ’s middags een doorbraak forceren over de Sill-brug, waarna de slag in het voordeel van de Tirolers keerde. Het schilderij is geen historisch juiste weergave van de gebeurtenissen op 13 augustus 1809. Op de heuveltop zien we Andreas Hofer met aan zijn zijde graaf Hendl, majoor in het Oostenrijkse leger, en kanunniken van het Stift (klooster) Wilten. Met deze scène laat de schilder zien dat God én de Oostenrijkse Keizer de Tirolers bijstonden. In werkelijkheid bevond Andreas Hofer zich op dat moment ergens anders, en namen noch de kanunniken van het Stift Wilten, noch het Oostenrijkse leger aan de strijd deel.
Ook verzonnen is de kleding van de Tiroler vrijheidsstrijders, die vochten destijds niet in uniform. De afgebeelde kleurige kostuums van de Tiroler schutters kwamen pas lang na 1809 in gebruik. Diemer laat de Tirolers zien zoals ze zichzelf eind 19de eeuw graag zagen. Ook voorzag de schilder de indrukwekkende bergwand achter Innsbruck van buitensporig veel sneeuw en maakte zo van de Tiroler Alpen een romantische achtergrond.